# Билала, Роланд Расель Еменович
Ро́ланд Ра́сель Е́менович Била́ла (укр. Роланд Расель Еменович Білала; 16 декабря 1990 года; Запорожье, УССР) — украинский футболист, полузащитник.

## Биография
Роланд Билала родился в Запорожье в семье украинки и конголезца.
Футболом начинал заниматься в ДЮСШ «Металлург». Демонстрируя довольно приличную результативность в соревнованиях ДЮФЛ, футболист привлёк к себе внимание селекционеров «Динамо» и продолжил обучение в динамовской академии, где также был среди ведущих бомбардиров. Уверенная игра темнокожего юноши не осталась также без внимания тренеров юношеской сборной. В 2007 году Билала дебютировал на профессиональном уровне в составе «Динамо-3», проведя за сезон 12 матчей. К основной команде киевлян Роланда чаще всего привлекал Юрий Сёмин. Именно при нём Билала сыграл свой единственный матч за «Динамо»: 13 сентября 2008 года в розыгрыше Кубка Украины футболист вышел на поле за 15 минут до конца игры против мелитопольского «Олкома». При Валерии Газзаеве Билала лишь иногда тренировался с первой командой, выступая преимущественно за дублёров киевлян. В сезоне 2010/11 перестал попадать в состав, хотя тренировался с динамовскими резервистами.
После получения статуса свободного агента пытался трудоустроиться в шведском клубе «Норрчёпинг», однако до подписания контракта дело не дошло. С целью иметь постоянную игровую практику футболист перешёл в молдавский «Тирасполь», где и провёл следующий сезон. Стремясь улучшить своё положение, Билала разорвал контракт с приднестровскими горожанами, однако новый клуб так и не нашёл, оставшись почти на год вне футбола.
В июле 2013 года подписал контракт с клубом Первой лиги Украины «УкрАгроКом». С сентября 2014 года выступал за польский любительский футбольный клуб «Игрос Краснобруд». В 2015 году подписал контракт с черновицкой «Буковиной». В феврале 2016 года по собственному желанию оставил ряды черновицкой команды.
В феврале 2016 года стал игроком «Вереса», который по обоюдному согласию сторон покинул в марте того же года, не сыграв ни одного матча. В том же месяце подписал контракт с «Скалой» из города Стрый. 2 декабря 2016 года прекратил сотрудничество с командой. В марте 2017 года подписал контракт с клубом «Тернополь», однако поиграл за тернопольской клуб недолго, поскольку карьеру решил продолжить в литовском клубе «Паневежис», который тоже в то время был участником первой лиги своей страны.
В 2018 году выступал за мальдивский коллектив «Грин-Стрит», который был представлен как в региональной, так и в национальной лиге. В 2019 году выступал за ФК «Минерва», который является участником высшего дивизиона чемпионата Индии. Дебютировал 12 февраля в матче Лиги чемпионов АФК 2019 против клуба «Сайпа», дважды выходил на замену в матчах чемпионата Индии против клубов «Ист Бенгал» и «Ченнаи Сити».

## Достижения
- Серебряный призёр молодёжного первенства Украины (1): 2008/09
- Бронзовый призёр молодёжного первенства Украины (1): 2009/10